# Lista de prefeitos de Bom Sucesso (Paraná)
Esta é a lista de prefeitos e vice-prefeitos do município de Bom Sucesso, estado brasileiro do Paraná.
O cargo de prefeito no Brasil, foi criado em 11 de abril de 1835, pela assembleia provincial paulista, em reação aos amplos poderes conferidos pelo Código de Processo Criminal de 1832 às câmaras municipais. Seguiram o exemplo paulista seis províncias do nordeste brasileiro (Alagoas, Ceará, Maranhão, Paraíba, Pernambuco e Sergipe).
Sob a vigente ordem constitucional, essa designação é dada ao funcionário público do Poder Executivo municipal, que exerce seu cargo em função de uma legislatura (mandato), sendo para tanto eleito a cada quatro anos, podendo ser reeleito por mais 4 anos (segundo mandato).
Funções
O poder executivo municipal chefia a administração e comanda os serviços públicos, tendo como comandante o prefeito.
A partir da constituição brasileira de 1934, o cargo de prefeito passou a ser o único, em todo o Brasil, ao qual estão atribuídas as funções de chefe do poder executivo do governo local, em simetria aos chefes dos executivos da União e do estado, portanto, em forma monocrática. Este texto quer dizer que deverá haver harmonia e integração de ação entre as esferas envolvidas sem a intervenção de uma na outra, exceto nos casos previstos na Constituição Federal.
Eleições
O prefeito é eleito por sufrágio universal, secreto, direto, em pleito simultâneo em todo o País, realizado a cada quatro anos, no primeiro domingo de outubro.
E trinta dias após tem lugar o segundo turno, se o eleito em primeiro lugar não atingir 50% dos votos válidos mais um voto, no caso de municípios com mais de duzentos mil eleitores.
Conforme a legislação eleitoral atual no Brasil para tornar-se elegível, exige-se uma série de requisitos;
- Possuir nacionalidade brasileira ou portuguesa (neste caso, o cidadão português deve se encontrar amparado pelo Estatuto de Igualdade entre Portugueses e Brasileiros),
- Título de eleitor em dia e estar em gozo pleno do exercício dos direitos políticos,
- Domicilio eleitoral na circunscrição na qual o candidato se apresenta,
- Filiação partidária,
- Ser alfabetizado (tópico invalidado pela atual constituição brasileira de 1988),
- Desincompatibilização de cargo público — Se ocupa um cargo público deve sair seis meses antes das eleições e voltar caso possa só após seis meses ao pleito eleitoral,
- Renúncia de outro mandado até seis meses antes do pleito e não ser parente afim ou consangüíneo, até segundo grau, ou cônjuge de titular de cargo eletivo; pode, entretanto, ser candidato à reeleição (artigo 14 da Constituição),
- Ter idade mínima de 21 anos.

| Nº | Prefeito                                                | Imagem | Partido                           | Vice-Prefeito                                                  | Início do mandato      | Fim do mandato                                        | Observações                                                                    |
| 1  | José Clemente da Silva                                  |        | PSD                               | —                                                              | 03 de outubro de 1955  | 31 de dezembro de 1959                                | Prefeito eleito em sufrágio universal                                          |
| 2  | Kuriqui Caname, vulgo Dr. Kuriqui                       |        | PDC                               | —                                                              | 1º de janeiro de 1960  | 31 de dezembro de 1963                                | Prefeito eleito em sufrágio universal                                          |
| 3  | Raul Carlesse                                           |        | PDC                               | —                                                              | 1º de janeiro de 1964  | 31 de dezembro de 1968                                | Prefeito eleito em sufrágio universal                                          |
| 4  | José Eduardo Scandolo                                   |        | ARENA                             | João Galdino                                                   | 1º de janeiro de 1969  | 31 de dezembro de 1972                                | Prefeito e vice eleitos em sufrágio universal. Criado o cargo de vice-prefeito |
| 5  | Kuriqui Caname, vulgo Dr. Kuriqui                       |        | ARENA                             | Farid Nicolau                                                  | 01 de janeiro de 1973  | 31 de janeiro de 1976                                 | Prefeito e vice eleitos em sufrágio universal                                  |
| 6  | Farid Nicolau                                           |        | ARENA                             | Archanjo Thezolin Filho                                        | 1º de janeiro de 1977  | 31 de dezembro de 1982                                | Prefeito e vice eleitos em sufrágio universal                                  |
| 7  | José Edino Vanzella, vulgo Didi                         |        | MDB                               | Vicente Marciano de Salles                                     | 1º de janeiro de 1983  | 31 de dezembro de 1988                                | Prefeito e vice eleitos em sufrágio universal                                  |
| 8  | Kuriqui Caname, vulgo Dr. Kuriqui                       |        | MDB                               | Luiz Alves Dias                                                | 1º de janeiro de 1989  | 31 de dezembro de 1992                                | Prefeito e vice eleitos em sufrágio universal                                  |
| 9  | José Edino Vanzella, vulgo Didi                         |        | PST                               | Antônio Hernandes                                              | 1º de janeiro de 1993  | 31 de dezembro de 1996                                | Prefeito e vice eleitos em sufrágio universal                                  |
| 10 | Luiz Brugnolo Neto                                      |        | PDT                               | Claudionor Benedetti                                           | 1º de janeiro de 1997  | 31 de dezembro de 2000                                | Prefeito e vice eleitos em sufrágio universal                                  |
| 11 | José Edilson Vanzella                                   |        | PTB                               | Delcir Aparecido da Silva                                      | 1º de janeiro de 2001  | 31 de dezembro de 2004                                | Prefeito e vice eleitos em sufrágio universal                                  |
| 12 | Maurício Aparecido de Castro, vulgo Ná do Açougue       |        | PSB                               | Alduino Lúcio Romani, vulgo Lúcio do Escritório                | 1º de janeiro de 2005  | 31 de dezembro de 2008                                | Prefeito e vice eleitos em sufrágio universal                                  |
| 13 | José Edilson Vanzella                                   |        | PSDB                              | Carlos Alberto de Andrade Almeida                              | 1º de janeiro de 2009  | 31 de dezembro de 2012                                | Prefeito e vice eleitos em sufrágio universal                                  |
| 14 | Maurício Aparecido de Castro, vulgo Ná do Açougue       |        | PSB                               | Alduino Lúcio Romani, vulgo Lúcio do Escritório                | 1º de janeiro de 2013  | 31 de dezembro de 2016                                | Prefeito e vice eleitos em sufrágio universal                                  |
| 16 | Raimundo Severiano de Almeida Júnior, vulgo Raimundinho |        | PSDB                              | Vera Lúcia Lorenzon (2017 - renúncia em 03 de outubro de 2018) | 1º de janeiro de 2017  | 31 de dezembro de 2020                                | Prefeito e vice eleitos em sufrágio universal                                  |
| 16 | Raimundo Severiano de Almeida Júnior, vulgo Raimundinho | PSDB   | José Roberto da Silva, vulgo Beia | 1º de janeiro de 2021                                          | 31 de dezembro de 2024 | Prefeito reeleito e vice eleito em sufrágio universal |                                                                                |
| 17 | Rosana Ferreira Lopes, vulgo Rosana do Ná               |        | Republicanos                      | Anderson Carlos Teixeira, vulgo Pepa                           | 1º de janeiro de 2025  | 31 de janeiro de 2028                                 | Prefeita eleita e vice eleito em sufrágio universal                            |